# Margarethe Siems
Margarethe Siems (20 décembre 1879 – 13 avril 1952) est une soprano et professeure de chant allemande. Kammersänger du Semperoper de Dresde, entre 1909 et 1912, Siems créé les premiers rôles dans trois opéras de Richard Strauss : Chrysothemis dans Elektra, la Maréchale dans Der Rosenkavalier, et Zerbinetta dans Ariadne auf Naxos,.

## Biographie
Margarethe Siems est née à Breslau (aujourd'hui Wrocław). Après une formation précoce de piano et de violon, elle étudie le chant au conservatoire de Dresde avec la soprano hongroise, Aglaja Orgeni (en), qui avait elle-même été l'élève de Pauline Viardot et Mathilde Marchesi. Elle fait ses débuts à l'Opéra d’État de Prague en 1902 dans le rôle de Marguerite de Valois dans Les Huguenots de Meyerbeer et devient membre de la troupe de l'Opéra d'État de Dresde en 1908. À Dresde, elle chante dans les créations d'Elektra dans le rôle de Chrysothemis (1909) et Der Rosenkavalier dans le rôle de la Maréchale (1911). Strauss la considère comme idéale pour ce dernier rôle qu'elle chante également lors de la première londonienne de Der Rosenkavalier  (Covent Garden, 1913). Sa troisième création pour Strauss, est le rôle de Zerbinetta dans la première version de son Ariadne auf Naxos, le 25 octobre 1912 dans la petite salle du Neues Königliches Hoftheater de Stuttgart.
Son style de chant, comme celle de ses contemporaines Hermine Bosetti (en) et Marie Gutheil-Schoder, a été décrit par Michael Scott (en) comme "instrumental" plutôt que chaudement émotionnel. Elle a un large répertoire avec des rôles fleuris de soprano colorature tels que la Reine de la Nuit dans La Flûte enchantée et Lucie dans Lucia di Lammermoor ; de soprano dramatique des héroïnes de Verdi dont le rôle-titre d'Aida et Amelia dans Un ballo in maschera ; et même les rôles wagnériens de Sieglinde dans la Walkyrie et Isolde dans Tristan und Isolde. Sa gamme vocale est aussi vaste que son répertoire, avec la possibilité de chanter à la fois Zerbinetta avec son fa# aigu (dans la version originale) et des rôles de plus faible hauteur, généralement chantés par des mezzo-soprano tels que le rôle-titre de Carmen et Adalgisa dans Norma de Bellini.
Bien que Siems reste un membre de l'Opéra d'État de Dresde jusqu'en 1922, elle est également professeure de chant au Conservatoire Stern de Berlin de 1920 à 1926. Elle enseigne ensuite à Dresde et à Breslau jusqu'en 1940. L'une de ses premières élèves est la contralto allemande, Sigrid Onégin. Elle a fait sa dernière apparition en 1925 dans le rôle de la Maréchale de Der Rosenkavalier à Breslau, mais continue à chanter dans des concerts, souvent avec le chanteur et compositeur allemand, Georg Hartmann, un autre résident de Bad Landeck où elle a pris sa retraite. Vers la fin de sa vie, Margarethe Siems est de retour à Dresde, où elle décède le 13 avril 1952, à l'âge de 72 ans.

## Enregistrements
Margarethe Siems – Königliche Sächsische Hofopernsängerin est une sélection remasterisée des premiers enregistrements de Siems pour G & T, Pathé, HMV et Parlophone, présentant ses rôles dans un large éventail d'opéras, dont Aida, Der Rosenkavalier, Les Huguenots, Lucia di Lammermoor, La traviata, Dinorah, Lakmé, et Le nozze di Figaro. Label: Symposium SYM 1227.